# Fausto Tenzi
Fausto Tenzi (* 1. April 1939 in Lugano) ist ein Schweizer Opernsänger (Tenor).
Tenzi studierte Gesang bei Friedrich Husler und Marling Roth in Cureglia und bei Alberto Soresina und Arturo Merlini in Mailand. Er trat an der Mailänder Scala, dem Théâtre des Champs-Élysées und dem Teatro Comunale di Bologna, in Florenz, Luzern, Aachen und Perugia auf, nahm am Buxton Festival teil und gab Konzerte in Mailand, Rom, Berlin, Moskau, Leningrad und in USA.
Zu seinem Repertoire zählten u. a. der José in Carmen, der Edgardo in Lucia di Lammermoor, der Manrico in Il trovatore, der Alfredo in La traviata, der Riccardo in Un ballo in maschera, die Titelrolle in Don Carlos, der Tebaldo in I Capuleti e i Montecchi, der Rodolfo in La Bohème, der Pinkerton in Madama Butterfly, der Turiddu in Cavalleria rusticana und der Fürst Chowanski in Chowanschtschina. Tenzi trat in Rundfunksendungen in Frankreich, Deutschland, der Schweiz und Israel auf und wirkte an einer Gesamtaufnahme von Pique Dame und einer Aufnahme von Skrjabins Erster Sinfonie mit. Er lebt in Cassarate in der Schweiz.

## Weblink
- Homepage von Fausto Tenzi

## Quelle
- Karl-Josef Kutsch, Leo Riemens: Großes Sängerlexikon, Band 4, 4. Auflage Walter de Gruyter, 2012, ISBN 978-3-598-44088-5, S. 4673

| Personendaten    | Personendaten         |
| ---------------- | --------------------- |
| NAME             | Tenzi, Fausto         |
| KURZBESCHREIBUNG | Schweizer Opernsänger |
| GEBURTSDATUM     | 1. April 1939         |
| GEBURTSORT       | Lugano                |